# Joel Hynek
Joel Hynek é um especialista em efeitos visuais estadunidense. Venceu o Oscar de melhores efeitos visuais na edição de 1999 por What Dreams May Come, ao lado de Kevin Mack, Nicholas Brooks e Stuart Robertson.